# Bundesvermögensamt
Ein Bundesvermögensamt war eine Bundesunterbehörde in der Bundesvermögensverwaltung.
Durch das Gesetz zur Gründung einer Bundesanstalt für Immobilienaufgaben (BImA-Errichtungsgesetz) vom 9. Dezember 2004 wurden die Aufgaben der Bundesvermögensämter mit Wirkung vom 1. Januar 2005 auf die Bundesanstalt für Immobilienaufgaben übertragen und die Bundesvermögensämter wurden aufgelöst.